# Rhamphomyia scaurissima
Rhamphomyia scaurissima är en tvåvingeart som beskrevs av Wheeler 1896. Rhamphomyia scaurissima ingår i släktet Rhamphomyia och familjen dansflugor.
Artens utbredningsområde är Kalifornien. Inga underarter finns listade i Catalogue of Life.